# Vojislav Živanović (1870-1932)
Vojislav Živanović, srbski general, * 26. januar 1870, † 17. februar 1932.

## Življenjepis
Med letoma 1907 in 1912 je bil predavatelj na Vojaški akademiji. Med balkanskima vojnama je bil načelnik štaba 2. armade in med prvo svetovno vojno poveljnik Timoške divizije, načelnik štaba 2. armade in poveljnik Jugoslovanske divizije.
Leta 1918 je bil upokojen.